# Jacob Houlind
Jacob Houlind (født 16. september 1971) har været adm. direktør og koncernchef i Nordisk Film TV i Norden siden februar 2006. Han tiltrådte 25 februar 2016 stillingen som Group CEO og Koncernchef for Banijay Nordic, som er et resultat af fusionen af det tidligere Nordisk Film TV i Norden og Zodiak Media, samt det senere opkøb af konkurrenten Endemol Shine Group. Med mellem 200-250 tv serier og film i produktion årligt via gruppens i alt 11 selvstændige Film og TV selskaber er Banijay Nordic, Nordens største film og tv producent.
Jacob Houlind er medejer af franske Banijay Group, der ejer Banijay Nordic, gruppen blev børsnoteret på Euronext i Juli 2022 (FLE(AMS)). Han er majoritetsejer af den danske designvirksomhed Toni Copenhagen (TONI A/S) siden september 2019 samt er tidligere medejer af den London baserede globale online fitnessudbyder Wexer LLC som ejerkredsen solgte i 2022 til Core Health & Fitness LLC.

## Uddannelse
Jacob Houlind er student fra Sorø Akademis Skole, Cand. Jur fra Københavns Universitet og har en Executive MBA fra Copenhagen Business School.

## Privat
Jacob Houlind har også en datter, Isolde, med tv-værten og entreprenøren Andrea Elisabeth Rudolph samt tre sønner, Svend, Karl Peter og Herman, med journalisten og familieterapeuten Mette Kjær, som han bor sammen med på Frederiksberg.

## Karriere
Jacob Houlind tiltrådte 1. februar 2006 stillingen som adm. direktør og CEO for Nordisk Film TV i Norden for derefter i Februar 2016 at fortsætte som Group CEO og Koncernchef i det fusionerede selskab mellem Nordisk Film TV og Zodiak Media, Banijay Nordic som senere opkøbte sin største konkurrent Shine Endemol. Han kom før det fra en stilling som Adm. Direktør for et datterselskab i Zodiak Media. Jacob Houlind startede sin mediekarriere som jurist på Discovery Networks Nordics.
Banijay Nordic's aktiviteter tæller selskaberne Nordisk Film TV, Mastiff og Metronome i Danmark, Meter Jarowskij, Mastiff, Filmlance og Jarowskij Yellow Bird i Sverige, Nordisk Banijay, Mastiff og Rubicon i Norge og det finske selskab Banijay Finland. 
Nordisk Film TV var indtil 2009 Egmont ejet, hvor det blev købt af det franske medieselskab Banijay Group. Banijay Group er grundlagt af Stéphane Courbit (LOV Group) samt Bernard Arnault (LVMH) og Agnellifamilien (Fiat & Ferrari). Siden fusionen mellem Banijay Group og Zodiak Media i 2016 ejes Banijay Group af LOV Group (31,1%) samt medieselskaberne De Agostini (30,8%) og Vivendi (28,4%) og de resterende (9,7%) af ledende Banijay medarbejdere. Den 27 oktober 2019 købte Banijay Group verdens største Film og TV producent Endemol Shine Group for 2 milliarder euro af The Walt Disney Company og Apollo Global Management. Dermed er Banijay Group den største Film og TV producent i verden med 220 produktionsselskaber i 23 lande med rettigheder til op mod 200.000 timers film og tv indhold. Proforma omsætning for gruppen forventes at være 3 millliarder euro for regnskabsåret 2019.